# Татуйована троянда (фільм)
«Татуйована троянда» (англ. The Rose Tattoo) — американська екранізація однойменної п'єси Теннессі Вільямса 1955 року. Адаптація Вільямса, Хела Кантера та режисера Деніела Манна. У фільмі задіяні Анна Маньяні, Берт Ланкастер, Маріса Паван і Джо Ван Фліт. Вільямс написав п'єсу для італійки Анни Маньяні, щоб вона зіграла в ній на Бродвеї 1951 року, але вона відхилила пропозицію через труднощі з англійською мовою на той час. До моменту цієї екранізації вона була готова.
Прем'єра відбулася 12 грудня 1955 року.
Анна Маньяні отримала премію «Оскар» за найкращу жіночу роль, а фільм переміг у номінаціях «найкраща робота художника-постановника» та «найкраща операторська робота», отримав ще п’ять номінацій, включно із «найкращим фільмом» та «найкращою жіночою роллю другого плану» (Маріса Паван).

## У ролях
- Анна Маньяні — Серафіна Делле Роз
- Берт Ланкастер — Альваро Манджакавалло
- Маріса Паван — Роза Делле Роз
- Бен Купер — Джек Хантер, моряк
- Вірджинія Грей — Естель Хоенгартен
- Джо Ван Фліт — Бессі
- Сандро Джильо — отець Де Лео
- Мімі Агулья — Ассунта
- Флоренс Сундстрем — Флора
- Жанна Харт — Віолетта